# ライヴ・イーヴル
『ライヴ・イーヴル』（Live Evil）は、ブラック・サバスが1982年に発表したライブ・アルバム（母国イギリスでのリリースは1983年）。アルバム『悪魔の掟』（1981年）発表後のツアーで録音されたライブ音源を収録している。オリジナルLPは2枚組で発売された。

## 背景
本作のミキシング作業において、ロニー・ジェイムス・ディオがスタジオに忍び込み自分のボーカル・トラックのボリュームを上げようとしたため、トニー・アイオミやギーザー・バトラーと対立したといわれる。ただし、アイオミが2010年に説明したところによれば、彼らがサウンドの違いに気付いた時、一緒に作業したエンジニアは深酒しており、彼が「ロニーが来て全部の音を調整して、君たちがまた調整して、また彼（ロニー）が来て調整して、俺はどうすればいいか分からないよ!」と言ったことから対立が始まったという。この件についてアイオミは「もちろん全くの伝聞で、今となっては（エンジニアの言ったことを）本気で信じていないけど、当時の私達は信じてしまった」と語っている。そして、最終的にディオはヴィニー・アピスと共にバンドを脱退し、ディオを結成する。

## 反響
全英アルバムチャートでは11週チャート圏内に入り、最高13位を記録した。日本のオリコンLPチャートでは、当時としては自身最高の35位に達し、『ブラック・サバス4』（1972年）以来のトップ50入りを果たす。

## 収録曲
1989年の再発CDは1枚にまとめられ、「ウォー・ピッグス」が外されていた。その後のリマスターCDでは、1枚のCDに全14曲とも収録された。

### A面
1. E5150 - "E5150" (Ronnie James Dio, Tony Iommi, Geezer Butler) – 2:09
2. ネオンの騎士 - "Neon Knights" (R. J. Dio, T. Iommi, G. Butler, Bill Ward) – 4:28
3. N.I.B. - "N.I.B." (Ozzy Osbourne, T. Iommi, G. Butler, B. Ward) – 5:09
4. チルドレン・オブ・ザ・シー - "Children of the Sea" (R. J. Dio, T. Iommi, G. Butler, B. Ward) – 6:04
5. ヴードゥーの呪い - "Voodoo" (R. J. Dio, T. Iommi, G. Butler) – 5:23

### B面
1. 黒い安息日 - "Black Sabbath" (O. Osbourne, T. Iommi, G. Butler, B. Ward) – 8:34
2. ウォー・ピッグス - "War Pigs" (O. Osbourne, T. Iommi, G. Butler, B. Ward) – 9:17
3. アイアン・マン - "Iron Man" (O. Osbourne, T. Iommi, G. Butler, B. Ward) – 7:10

### C面
1. 悪魔の掟 - "The Mob Rules" (R. J. Dio, T. Iommi, G. Butler) – 3:18
2. ヘヴン&ヘル - "Heaven and Hell" (R. J. Dio, T. Iommi, G. Butler, B. Ward) – 11:57

### D面
1. 南十字星〜ヘヴン&ヘル（パート2） - "The Sign of the Southern Cross / Heaven and Hell (Continued)" (R. J. Dio, T. Iommi, G. Butler / R. J. Dio, T. Iommi, G. Butler, B. Ward) – 7:16
2. パラノイド - "Paranoid" (O. Osbourne, T. Iommi, G. Butler, B. Ward) – 3:25
3. チルドレン・オブ・ザ・グレイヴ - "Children of the Grave" (O. Osbourne, T. Iommi, G. Butler, B. Ward) – 5:02
4. フラッフ - "Fluff" (O. Osbourne, T. Iommi, G. Butler, B. Ward) – 1:37

## 参加ミュージシャン
- トニー・アイオミ - ギター
- ロニー・ジェイムス・ディオ - ボーカル
- ギーザー・バトラー - ベース
- ヴィニー・アピス - ドラムス

アディショナル・ミュージシャン
- ジェフ・ニコルス - キーボード